# 배리 사우스역
배리 사우스역(Barrie South Station)은 캐나다 온타리오주 배리 남쪽 끝에 위치한 GO 트랜싯의 통근열차 노선인 배리선의 정차역이다. 2007년 12월 17일에 개통한 이 역은 2012년 1월에 배리 시내의 앨런데일 워터프론트역이 개통하기 전까지 배리선의 종착역을 맡았다.

## 위치
이 역은 메트로링스가 소유하는 뉴마켓선 59.5 마일 (95.8 km) 지점에 위치해있으며, 북쪽으로는 앨런데일 워터프론트역, 남쪽으로는 브래드퍼드역이 위치해있다. 역 남쪽으로는 뉴마켓선이 남동쪽으로 농지를 지나가며, 북쪽으로는 심코호를 향한다.

## 역사
배리에 처음 철도가 놓인 시점은 1852년으로 처음엔 토론토에서 배리까지, 이후에는 콜링우드까지 개통하였다. 여객 열차가 운행하기 시작한 시점은 1853년 10월 11일부터였다. 1888년에는 그랜드 트렁크 철도가 온타리오, 심코, 휴론 철도로부터 인수하였으며 이후 1923년에는 캐나다 내셔널 철도로 인수되었다.
1972년 4월 1일에는 CN이 토론토에서 배리까지 통근 열차를 운행하기 시작하였고 이후 이 열차는 1978년에 VIA 철도로 이관되었다. 이후 연방 정부의 VIA 철도 예산 감축으로 토론토-배리간 통근 열차는 주 정부로 이관되었고 GO 트랜싯이 1982년 9월 7일에 통근 열차를 운행하기 시작하였다. 1990년 9월 17일, 브래드퍼드 선 열차가 배리까지 연장되었다가 1993년 7월 5일 신민주당 정부의 예산 감축으로 브래드퍼드까지만 운행하게 되었다.
배리 사우스역은 2007년 12월 17일에 개통하였고 개통과 동시에 노선 명칭은 브래드퍼드선에서 배리선으로 변경되었다. 개통 당시 토론토에서 출발한 열차는 배리 사우스역에 종착해 배리 시내까지 열차 도착 시각에 맞춰 셔틀버스가 운행하였다. 2009년 12월 15일에는 메트로링스가 CN으로부터 뉴마켓선을 6800만 달러에 매입하면서 이 노선은 메트로링스가 완전히 소유하게 되었다. 대신 캐나다 내셔널 철도는 계속해서 이 연선에 화물 열차를 운행하게 되었다.
2010년 봄, 배리 사우스에서 배리 시내에 있는 앨런데일역으로 종점을 연장하기 위한 공사가 시작되었고 2012년 1월 28일에 앨런데일 워터프론트역이 개장하면서 배리선의 종점을 넘겨주게 되었다.

## 역 구조
배리 사우스역은 직원이 상주하는 유인역으로, 매표소는 평일 오전 5시 10분부터 오전 9시 25분까지 개장하며, 나머지 시간대에는 무인으로 운영한다. 매표소에서는 프레스토 카드를 연령층에 맞춰서 설정하거나 기본 출발 및 도착역을 설정하여 하차태그를 하지 않아도 자동으로 정산할 수 있도록 할 수 있다. 이 외에도 통근열차 티켓 구매나 카드 충전은 역에 있는 자동판매기에서 할 수 있다. 프레스토 카드가 없는 경우에는 신용카드나 체크카드를 단말기에 태그해 요금을 정산할 수도 있고, 스마트폰에서 GO 트랜싯 홈페이지에 들어가 이티켓 (e-ticket)을 구매할 수도 있다.
이 역에는 또한 대합실, 화장실, 와이파이, 공중전화가 있으며, 승강장에는 눈과 비를 피할 수 있는 쉼터가 있고, 겨울에는 난방도 된다. 역 건물과 승강장, 열차 내부는 휠체어 승객도 이용할 수 있다. 환승 주차장에는 615대 규모의 주차 공간이 있고, 최대 48시간까지 무료로 주차할 수 있다. 이 역을 자주 이용하는 승객들은 사전에 주차 공간을 예약할 수 있으며, 이 역까지 합승해서 오는 승객들을 위한 카풀 전용 주차 공간도 있다. 또한 역으로 마중 나오는 차량들을 위한 정차 공간도 마련되어있다.
이 역까지 자전거를 타고 오는 승객들을 위한 자전거 거치대가 역에 마련되어있다. GO 트랜싯과 배리 교통 버스는 역에 있는 버스 승강장에 정차한다.

## 운행 계통
2023년 6월 기준 배리선 열차는 토론토 방면 평일 오전에 7회 운행하며, 반대 방향으로는 평일 오후에 앨런데일 워터프론트 방면 열차가 7대 정차한다. 주말에는 토론토와 앨런데일 워터프론트 방면 열차가 6대씩 정차한다. 나머지 시간대에는 토론토와 배리를 오가는 버스가 운행하며, 토론토 방면 버스는 행선지에 따라 중간에 오로라역이나 이스트귈림버리역에서 갈아타야 한다.
배리선은 나중에 복선 전철화가 되는 대로 통근열차 운행 횟수가 늘어나게 되며, 매일 상시 운행을 목표로 두고 있다.

## 버스 연결편
배리 사우스역에 정차하는 버스 노선은 아래와 같다. GO 트랜싯에서 배리 교통국 버스로는 무료로 갈아탈 수 있으며 반대의 경우에도 마찬가지이다.

### GO 트랜싯
| 노선 | 노선          | 노선               | 종점             | 종점 | 종점             | 경유지 | 기준일          | 비고 |
| ---- | ------------- | ------------------ | ---------------- | ---- | ---------------- | --- | --------------- | ---- |
| 68   | 배리 / 뉴마켓 | Barrie / Newmarket | 배리 버스 터미널 | ↔    | 오로라역         | - 오로라 방면: 영 / 빅토리아 · 영 / 4번 · 배리 / 홀랜드 · 브래드퍼드역 · 영 / 퀸 · 이스트귈림버리역 · 뉴마켓역 · 오로라역 - 배리 방면: 앨런데일 워터프론트역 · 배리 버스 터미널 | 2023년 6월 24일 |      |
| 68B  | 배리 / 뉴마켓 | Barrie / Newmarket | 배리 버스 터미널 | ↔    | 이스트귈림버리역 | - 이스트귈림버리 방면: 영 / 빅토리아 · 영 / 4번 · 배리 / 홀랜드 · 브래드퍼드역 · 영 / 퀸 · 이스트귈림버리역 - 배리 방면: 앨런데일 워터프론트역 · 배리 버스 터미널               | 2023년 6월 24일 |      |

### 배리 교통국
| 노선 | 노선                    | 노선           | 종점                  | 종점 | 종점          | 경유 도로 | 경유역                                           | 비고                                                                                              |
| ---- | ----------------------- | -------------- | --------------------- | ---- | ------------- | --- | ------------------------------------------------ | ------------------------------------------------------------------------------------------------- |
| 3A   | 조지안 드라이브         | Georgian Drive | 로열 빅토리아 병원    | ←    | 배리 사우스역 | - 북쪽: 영, 카운티, 딘, 빅 베이 포인트, 휴로니아, 메이플뷰, 베이뷰, 파크 플레이스, 베이뷰, 앨런데일 레크리에이션 센터, 리틀, 베이뷰, 볼드윈, 이니스필, 페리, 에클스, 던롭, 메이플, 배리 버스 터미널, 메리, 메이플, 로스, 베이필드, 콜리어, 멀캐스터, 페네탱, 내피어, 쿡, 그로브, 덕워스, 조지안, 거버너스, 조지안 대학, 거버너스, 조지안, 갤리 | 파크 플레이스 배리 버스 터미널 조지안 대학       | 매일 상시 운행. 반대 방향은 3B 페인스윅으로 운행.                                                 |
| 4A   | 이스트베이필드          | East Bayfield  | 조지안 몰 북쪽 출입구 | ←    | 배리 사우스역 | - 북쪽: 영, 메이플뷰, 프린스 윌리엄, 빅 베이 포인트, (마들렌, 딘, 빅 베이 포인트), 허스트, 미네스 포인트, 영, 버튼, 에사, 앨런데일 워터프론트역, 티핀, 브래드퍼드, 심코, 배리 버스 터미널, 메이플, 소피아, 베이필드, 콜터, 컨들스, 베이필드 | 앨런데일 워터프론트 배리 버스 터미널             | 매일 상시 운행. 반대 방향은 4B 사우스 GO 버스로 운행. 괄호 안의 구간은 평일 아침에 정차하지 않음. |
| 8A   | 로열 빅토리아 병원 / 영 | RVH / Yonge    | 로열 빅토리아 병원    | →    | 파크 플레이스 | - 남쪽: 영, 메이플뷰, 베이뷰 | 파크 플레이스                                    | 매일 상시 운행                                                                                    |
| 8B   | 파크 플레이스           | Park Place     | 조지안 대학           | ←    | 파크 플레이스 | - 북쪽: 영, 버튼, 에사, 앨런데일 워터프론트역, 티핀, 브래드퍼드, 심코, 배리 버스 터미널, 메리, 메이플, 로스, 웰링턴, 앤, 컨들스, 코즐로브, 리빙스톤, 세인트빈센트, 벨팜, 덕워스, 조지안, 거버너스 | 앨런데일 워터프론트 배리 버스 터미널 조지안 대학 | 매일 상시 운행                                                                                    |

## 인접한 역
| 메트로링스 뉴마켓선      | 메트로링스 뉴마켓선 | 메트로링스 뉴마켓선    |
| ------------------------ | ------------------- | ---------------------- |
| 앨런데일 워터프론트 방면 | GO 트랜싯 배리선    | 브래드퍼드 유니언 방면 |